# Gołębica (film)
Gołębica (ang. The Dove) – amerykański film z 1927 roku Rolanda Westa.

## Nagrody
| Nazwa nagrody | Wygrane                                                                                       | Nominacje    |
| ------------- | --------------------------------------------------------------------------------------------- | ------------ |
| Oscar         | 1929 Najlepsza scenografia i dekoracja wnętrz William Cameron Menzies (również za film Burza) | 1929 wygrana |